# Grallaricula lineifrons
Grallaricula lineifrons là một loài chim trong họ Grallariidae.